# ECMAScript
ECMAScript és un llenguatge de programació estàndard publicat per ECMA International. El desenvolupament va començar el 1996 a partir del llenguatge JavaScript proposat per Netscape Corporation. Actualment, també és l'estàndard ISO 16262.
ECMAScript definix un llenguatge de tipus dinàmics amb una sintaxi inspirada en el llenguatge C. Dona suport a algunes característiques de la programació orientada a objectes mitjançant objectes basats en prototips.
La major part de navegadors inclouen una implementació de l'ECMAScript, al mateix temps que un accés al DOM (Document Object Model - model d'objectes de document) per poder manipular el contingut de les pàgines web. Les implementacions més conegudes són la de Mozilla i Netscape, anomenada JavaScript, i la d'Internet Explorer, anomenada JScript. El navegador Opera implementa una versió amb suport per a JavaScript i JScript. Tots els navegadors es troben en punts diferents d'implementació de l'ECMAScript i del DOM, i afegixen extensions pròpies, creant una situació que dificulta la creació de programes que funcionen en tots els navegadors.
ActionScript, per a Adobe Flash, també es basa en l'estàndard ECMAScript, amb millores per a programar els objectes d'una pel·lícula Flash.